# Halirages mixtus
Halirages mixtus är en kräftdjursart som beskrevs av Knud Hensch Stephensen 1931. Halirages mixtus ingår i släktet Halirages och familjen Calliopiidae. Inga underarter finns listade i Catalogue of Life.